# UC-51号潜艇
陛下之UC-51号艇是德意志帝国海军于第一次世界大战期间建造的其中一艘UC-II型近岸布雷潜艇或称U艇。它由基尔的日耳曼尼亚船厂承建，于1916年12月5日新船下水，至1917年1月6日交付使用。其全长52.69米，水面及水下排水量分别为434吨和511吨，艇载武器则包括三具鱼雷发射管、六具水雷滑射槽以及一门88毫米口径甲板炮。UC-51号入役后曾被部署至北海的第一区舰队和驻比利时的佛兰德区舰队，并参与了大西洋潜艇战。通过其七次巡逻，共直接或间接击沉28艘协约国或中立国舰船，容积总吨累计为31837吨。1917年11月17日，UC-51号在英吉利海峡触雷沉没，艇内29名官兵全数罹难。

## 设计
1915年秋天，由于中立国美国的干预，U艇战几乎陷入停顿，导致德国广泛开展《国际法》所允许的水雷战，从而使布雷潜艇的需求量相应增加。德意志帝国海军潜艇监察局（Inspektion des U-Bootwesens）的开发部门留意到了这一点，遂以UB-II型为基础，按照兼顾布雷效率和生产速度的要求，以41号工程的名义设计了UC-II型潜艇。为了弥补前型UC-I型的缺陷，UC-II型艇不仅更大，而且采用双轴推进系统。然而，与前型最主要的区别在于，UC-II型艇重新运用了双壳体结构。但它并非纯粹的双体潜艇，而是一种中间过渡型；因为外层没有封闭耐压壳体，而是作为鞍形水柜附在上方。
UC-51号是64艘UC-II型方案的其中一艘。这个亚型的艇体结构与UB-II型类似，但体积更大，全长为52.69米，并有3.64米的吃水深度；由于不再考虑铁路运输的装载限界，舷宽也得以增至5.22米。其水上和水下排水量分别为434吨和511吨。艇只采用两台戴姆勒六缸四冲程600匹公制馬力（440千瓦特）柴油机用于水面运行，以及两台620匹公制馬力（460千瓦特）的BBC电动发电机用于水下航行；水面最高航速11.8節（21.9每小時），水下7.2節（13.3每小時）；能够在水面以7節（13每小時）航速续航9,450海里（17,500），或以4節（7.4每小時）连续在水下航行52海里（96）而无需充电。其潜没需时约为30秒，能够在50米的深度下运作。
作为布雷潜艇，UC-51号改将六具布雷滑射槽安装在艇体前部，每具储存井内的水雷数量增至3枚，即合共18枚UC200型水雷。布雷时只需将存储井底部的盖板打开，水雷便可凭借自身重量滑入水中。随着滑射槽长度增加，艇体艏楼的上层建筑被抬高，上层建筑与司令塔之间的凹陷处布置了一门88毫米30倍径速射炮作为甲板炮。但由于位置相对较低，火炮甲板在恶劣海况下很容易被涌浪淹没。此外，UC-51号还装备有三具500毫米鱼雷发射管，这极大提升了潜艇的攻击能力。其中艇艏两具外置在两侧、艇艉一具则为内置式，并可搭载合共7枚G6型鱼雷。其标准船员编制为3名军官及23名水兵。

## 历史
1916年1月12日，在海军元帅阿尔弗雷德·冯·提尔皮茨的倡议下，国家海军办公室分别向五家德国造船厂发包第三批次的UC-II型潜艇。UC-51号因此成为基尔日耳曼尼亚船厂承建的第三艘UC级潜艇，建造编号为267。它于1916年12月5日新船下水，至1917年1月6日在首度担任艇长的海军上尉威廉·施罗德的指挥下交付使用，随即展开海试。在施罗德之后，汉斯·加尔斯特中尉也曾担任UC-51号的艇长。完成海试后，该艇于1917年4月8日先是被编入驻布伦斯比特尔科格的第一潜艇区舰队服役，自同年8月20日起又转配至驻泽布吕赫的佛兰德区舰队，成为海军佛兰德集团军的一份子。
在仅七个多月的服役生涯中，UC-51号参与了大西洋潜艇战，足迹遍及苏格兰的塔伯特岬、克莱斯岬和设得兰群岛，爱尔兰南部的加利角和老金塞尔角，以及英格兰的彭丁角和威尔士的彭布罗克沿岸水域。通过其七次布雷及破交战巡逻，UC-51号合共击沉协约国或中立国的27艘商船和1艘辅助军舰，容积总吨累计为31837吨。其中，体积最大的受害者是注册吨位为8268吨的英国客轮爱奥尼亚人号（Ionian）；它于1917年10月20日从利物浦空舱驶往普利茅斯的途中，在距圣戈万角以西约2海里（3.7）触雷沉没，造成7人罹难。唯一遇害的辅助军舰则是隶属英国皇家海军的武装漂网船活动三号（HMD Active III），它于1917年10月15日在米尔福德港附近执行扫雷任务时触雷沉没，船上10名船员全数阵亡。
1917年11月15日，UC-51号从布鲁日启航，前往普利茅斯及布里斯托尔湾执行布雷和破交战巡逻，从此再未归航。两天后，即11月17日，UC-51号在英吉利海峡因撞上英国人布设的雷区而沉没，艇内29名官兵全数阵亡。其沉没地点大致位于50°08′N 03°42′W / 50.133°N 3.700°W处。2001年，海洋考古学家英尼斯·麦卡特尼在官方发布的沉没地点附近找到并确认了这艘沉船。

## 袭击历史摘要
| 日期           | 船名             | 船籍         | 吨位 | 结局 |
| -------------- | ---------------- | ------------ | ---- | ---- |
| 1917年4月16日  | 阿曼达号         | 瑞典         | 232  | 击沉 |
| 1917年4月16日  | 坡旅甲号         | 挪威         | 509  | 击沉 |
| 1917年4月17日  | 亚特兰大号       | 瑞典         | 1091 | 击伤 |
| 1917年5月4日   | 玛丽号           | 丹麦         | 772  | 击沉 |
| 1917年5月5日   | 塞哥维亚号       | 挪威         | 1394 | 击沉 |
| 1917年6月18日  | 袋鼠号           | 英国         | 84   | 击沉 |
| 1917年6月18日  | 紫罗兰号         | 英国         | 158  | 击沉 |
| 1917年6月22日  | 迈阿密号         | 英国         | 3762 | 击沉 |
| 1917年6月24日  | 希尔弗瑟姆号     | 荷蘭         | 1505 | 击沉 |
| 1917年7月26日  | 鲁德门号         | 英国         | 3708 | 击沉 |
| 1917年8月11日  | 嘉兰号           | 英国         | 23   | 击沉 |
| 1917年8月12日  | 以利亚撒号       | 英国         | 111  | 击沉 |
| 1917年8月14日  | N·韦贝尔克蒙斯号 | 法國         | 1353 | 击沉 |
| 1917年8月14日  | 威兹比奇号       | 英国         | 1282 | 击沉 |
| 1917年9月8日   | 埃泽尔号         | 英国         | 163  | 击沉 |
| 1917年9月8日   | 劳拉号           | 英国         | 104  | 击沉 |
| 1917年9月10日  | 简·威廉姆森号    | 英国         | 197  | 击沉 |
| 1917年9月10日  | 玛丽·奥尔号      | 英国         | 91   | 击沉 |
| 1917年9月10日  | 玛丽·西摩号      | 英国         | 150  | 击沉 |
| 1917年9月10日  | 苔藓玫瑰号       | 英国         | 161  | 击沉 |
| 1917年9月10日  | 睡莲号           | 英国         | 111  | 击沉 |
| 1917年9月11日  | 卢森堡号         | 英国         | 1417 | 击沉 |
| 1917年9月11日  | 玫瑰十字号       | 英国         | 25   | 击沉 |
| 1917年9月11日  | 威廉号           | 英国         | 78   | 击沉 |
| 1917年9月14日  | 泽塔号           | 英国         | 2269 | 击沉 |
| 1917年9月15日  | 圣雅各号         | 法國         | 2459 | 击沉 |
| 1917年10月9日  | 波尔当号         | 英国         | 1370 | 击沉 |
| 1917年10月15日 | 活动三号         | 英國皇家海軍 | 81   | 击沉 |
| 1917年10月20日 | 爱奥尼亚人号     | 英国         | 8268 | 击沉 |
| 1917年11月17日 | 大卫·劳合乔治号  | 英国         | 4764 | 击伤 |

## 脚注
1. 1 2 3 4  Helgason, Guðmundur. . German and Austrian U-boats of World War I - Kaiserliche Marine - Uboat.net.   [2009-02-23].
2. ↑  Tarrant，第173頁.
3. 1 2 3  Gröner 1991，第31-32頁.
4. 1 2  Helgason, Guðmundur. . German and Austrian U-boats of World War I - Kaiserliche Marine - Uboat.net.   [2015-02-27].
5. ↑  Helgason, Guðmundur. . German and Austrian U-boats of World War I - Kaiserliche Marine - Uboat.net.   [2015-02-27].
6. ↑  陈进，第48頁.
7. ↑  . Navypedia.   [2022-09-16]. （原始内容存档于2023-01-20）.
8. ↑  陈进，第46頁.
9. ↑  Michelsen，第48頁.
10. ↑  陈进，第165頁.
11. ↑  Herzog，第139頁.
12. ↑  NARS，第103–104頁.
13. 1 2  Helgason, Guðmundur. . German and Austrian U-boats of World War I - Kaiserliche Marine - Uboat.net.   [2015-02-27].
14. ↑  Helgason, Guðmundur. . German and Austrian U-boats of World War I - Kaiserliche Marine - Uboat.net.   [2022-10-09].
15. ↑  Helgason, Guðmundur. . German and Austrian U-boats of World War I - Kaiserliche Marine - Uboat.net.   [2022-10-09].
16. ↑  NARS，第104頁.
17. ↑  Innes McCartney.  (PDF). Bournemouth University. 2013-10  [2022-10-09].